# 劉廙
劉 廙（りゅう よく、180年 - 221年）は、後漢末期から三国時代の政治家。字は恭嗣。南陽郡安衆県（現在の河南省南陽市臥竜区）の人。長沙定王劉発の庶子の安衆康侯劉丹の子孫。父は劉匊、兄に劉望之。弟に劉偉。甥（弟の子）に劉阜。従孫に劉喬。『三国志』魏志に伝がある。

## 生涯
10歳のとき、学堂で遊んでいたところを司馬徽に可愛がられた。兄の劉望之は声望が高く、遠縁の荊州牧の劉表に招かれ従事を務めていたが、正論を吐いたため迫害を受けた。身の危険を感じる劉望之に対し、劉廙は今すぐ逃亡することを勧めた。劉望之はこの言葉に従わなかったため殺害され、劉廙は揚州に逃亡し、後に曹操に身を寄せた。
曹操は劉廙を丞相府の属官とし、後の建安十六年に五官将（曹丕）の文学に転任させた。曹丕は劉廙を信任し、草書で手紙をしたためて良いとまで言った。劉廙は恐縮しつつもこれを受け入れた。
曹操が漢中に遠征しようとすると、劉廙は上奏し、周の文王のような徳を積むべきだと述べた。曹操は劉廙の意見に同意できない旨の返答をした。212年、魏国が建てられると黄門侍郎となった。
その後、劉廙の弟が魏諷の反乱に加担したため、劉廙も連座するところであった。しかし、（陳羣の助言もあって）曹操の許しを得て、丞相倉曹属への配置替えに留まった。この計らいに劉廙は上奏して曹操に礼を述べている。また陳羣にも深く感謝したが、「国家のための事であり、殿のご判断である」と言われた。
曹丕が魏王となると侍中、関内侯に封じられ、皇帝即位の勧進に群臣の一人として名を連ねた。221年（黄初2年）に死去した。その後、墓は盗掘されたが、生前に司馬懿と「師友の恩」があったため、武帝・司馬炎から劉阜に修繕費用などが給付された。

## 著作
『三国志』によれば、著述が数十篇あり、丁儀と刑罰・儀礼について議論した書物、司馬徽と運命歴数について議論した書。、先刑後礼の論などがあった。
『群書治要』に『劉廙政論』が抜粋されている。